# Lennart Silfverstolpe
Lennart Silfverstolpe, född 27 juni 1888 i Fjärdhundra i Enköpings kommun, död 4 augusti 1969 i Stockholm, var en svensk tennisspelare. Han tävlade i tennis under 1912 års sommar-OS, i herrarnas singel, inomhus där han förlorade i första omgången mot Tony Wilding. Han representerade klubben KLTK. I svenska mästerskapen i tennis fick han totalt två titlar, båda i herrarnas dubbel inomhus, tillsammans med Sune Almqvist.